# Lavallette
Lavallette é um distrito localizado no estado americano de Nova Jérsei, no Condado de Ocean.

## Demografia
Segundo o censo americano de 2000, a sua população era de 2665 habitantes.
Em 2006, foi estimada uma população de 2752, um aumento de 87 (3.3%).

## Geografia
De acordo com o United States Census Bureau tem uma área de
2,4 km², dos quais 2,1 km² cobertos por terra e 0,3 km² cobertos por água.

## Localidades na vizinhança
O diagrama seguinte representa as localidades num raio de 8 km ao redor de Lavallette.